# Salman Shahr (distrito)
O distrito de Salman Shahr (em persa: بخش سلمان شهر‎‎) se localiza no condado de Abbasabad, na província de Mazandaran, Irã. No censo de 2006, sua população era de 20 431 habitantes, em 5 590 famílias. O distrito tem uma cidade chamada Salman Shahr e possui um distrito rural chamado  Langarud.